# Segelfluggelände Löchgau

i7
i11
i13
Das Segelfluggelände Löchgau liegt in der Gemeinde Löchgau im Landkreis Ludwigsburg in Baden-Württemberg, etwa 2 km westlich des Zentrums von Löchgau.

## Flugbetrieb
Das Segelfluggelände ist mit einer 550 m langen und 30 m breiten Start- und Landebahn aus Gras (Richtung 10/28) und einer 250 m langen und 30 m breiten Landebahn für Segelflugzeuge (Richtung 27) ausgestattet. Es besitzt eine Betriebszulassung für Segelflugzeuge und Motorsegler. Segelflugzeuge starten per Flugzeugschlepp oder Windenstart. Der Halter und Betreiber des Segelfluggeländes ist die Luftsportgemeinschaft Bietigheim-Lauffen-Löchgau e. V.

## Geschichte
Die Luftsportgemeinschaft Bietigheim e. V. wurde am 8. Dezember 1950 gegründet. Anfänglich benutzte der Verein den Flugplatz des Sportfliegerclubs Leonberg e. V. in Malsmheim. Am 1. Juli 1967 wurde das vereinseigene Segelfluggelände Löchgau in Betrieb genommen. Im Jahr 2014 fusionierte die Luftsportgemeinschaft Bietigheim e. V. mit der Fliegergruppe Lauffen-Bönnigheim e. V. zur Luftsportgemeinschaft Bietigheim-Lauffen-Löchgau e. V.